# Orthocladius dentifer
Orthocladius dentifer är en tvåvingeart som beskrevs av Lars Zakarias Brundin 1947. Orthocladius dentifer ingår i släktet Orthocladius och familjen fjädermyggor. Arten är reproducerande i Sverige. Inga underarter finns listade i Catalogue of Life.